# Pherbellia shatalkini
Pherbellia shatalkini är en tvåvingeart som beskrevs av Rudolf Rozkošný 1991.
Pherbellia shatalkini ingår i släktet Pherbellia och familjen kärrflugor. Inga underarter finns listade i Catalogue of Life.